# Dendroceratida
Dendroceratida (лат.) — отряд губок из класса обыкновенных губок (Demospongiae).

## Описание
Губки обычно мягкие и хрупкие, всегда имеют волокнистый скелет, но волокна уменьшены по отношению к объему мягкой ткани, а эндосомальный матрикс слабо инфильтрирован коллагеном. Волокна либо дендритные, либо анастомозирующие, причем в последнем случае отсутствует четкая дифференциация между первичными и другими волокнами. Волокна всегда содержат сердцевину, толстые, сильно ламинированные, сердцевина в волокнах заметно отделена от коры, а у некоторых видов клеточные элементы (дегенеративные спонгиоциты) включены в кору и в меньшей степени в сердцевину. Свободные волокнистые спикулы встречаются в одном роде.

## Классификация
Включает 70 видов. По состоянию на август 2023 года признаны 2 семейства.
- Darwinellidae Merejkowsky, 1879
- Dictyodendrillidae Bergquist, 1980